# Bootania neocaledonica
Bootania neocaledonica är en stekelart som först beskrevs av Milliron 1950.  Bootania neocaledonica ingår i släktet Bootania och familjen gallglanssteklar. Inga underarter finns listade.